# غيدرا
غيدرا (بالإنجليزية: Ghidra)‏ هو برنامج هندسة عكسية حر مفتوح المصدر من تطوير وكالة الأمن القومي الأمريكية. تم نشر البرنامج في مارس 2019، وبعدها بشهر واحد رفعت الشفرة المصدرية على غت‌هاب. غيدرا مكتوب بلغة جافا، ولكن برمجية فك التشفير المضمنة مكتوب باستخدام سي++.
يدعم غيدرا العديد من الإضافات، والتي يمكن كتابتها باستخدام جافا أو بايثون (باستخدام جايثون). كما ويدعم البرنامج العديد من المعماريات، بدءًا من إكس 86 ووصولًا إلى ريسك في.

## التاريخ
تم الإعلان عن غيدرا لأول مرة في مارس 2017، ولكن البرنامج أصبح متوفرًا للعامة في مارس 2019. بعض التعليقات في الشفرة المصدرية للبرنامج تدل على تطويره منذ عام 1999 على الأقل.
| الإصدار | السنة | المزايا الهامة                  |
| ------- | ----- | ------------------------------- |
| 1.0     | 2003  | إثبات المبدا                    |
| 2.0     | 2004  | قاعدة بيانات، إرساء النوافذ     |
| 3.0     | 2006  | التحكم بالإصدار،فك التشفير      |
| 4.0     | 2007  | دعم الإخطاطة، التحكم بالإصدارات |
| 5.0     | 2010  | متصفح نظام الملفات              |
| 6.0     | 2014  | أول إصدار غير سري               |
| 9.0     | 2019  | أول إصدار عام                   |
| 9.2     | 2020  | تصوير المبيان                   |
| 10.0    | 2021  | المنقح                          |
| 11.0    | 2023  | دعم لغتي رست وغو                |

في يونيو 2019، قام مشروع كور بوت باستخدام غيدرا لفك تشفير البرمجيات الجامدة بعد صدور النسخة مفتوحة المصدر من البرنامج.
يمكن استخدام غيدرا كمنقح رسميًا منذ الإصدار العاشر من البرنامج.

## وصلات خارجية
- الموقع الرسمي
- * ghidra على غيت هاب